# Simon MacCorkindale
Simon Charles Pendered MacCorkindale, född 12 februari 1952 i Ely, Cambridgeshire, död 14 oktober 2010 i London, var en brittisk skådespelare, regissör och filmproducent.
Han avled i tjocktarmscancer.

## Filmografi
| År   | Film                              | Roll             | Notis           |
| ---- | --------------------------------- | ---------------- | --------------- |
| 1974 | Juggernaut                        | No. 1 Helmsman   |                 |
| 1978 | Döden på Nilen                    | Simon Doyle      |                 |
| 1979 | The Riddle of the Sands           | Arthur Davies    |                 |
| 1979 | The Quatermass Conclusion         | Joe Kapp         |                 |
| 1980 | Cabo Blanco                       | Lewis Clarkson   |                 |
| 1981 | Macduff                           | Macduff          |                 |
| 1982 | An Outpost of Progress            | Kayerts          |                 |
| 1982 | The Sword and the Sorcerer        | Prince Mikah     |                 |
| 1983 | Hajen 3                           | Philip FitzRoyce |                 |
| 1987 | Shades of Love: Sincerely, Violet | Mark Jamieson    | Släppt på Video |
| 1999 | Wing Commander                    | Flight Boss      |                 |
| 2010 | A Closed Book                     | Andrew Boles     |                 |
| 2010 | 13Hrs                             | Duncan           |                 |

### TV
| År      | Serie                      | Roll                      | Notis         |
| ------- | -------------------------- | ------------------------- | ------------- |
| 1973    | Hawkeye, the Pathfinder    | Lieutenant Carter         |               |
| 1974    | Play of the Month          | Rolf                      |               |
| 1975    | Sutherland's Law           | Ian Sutherland            |               |
| 1976    | Romeo and Juliet           | Paris                     | TV film       |
| 1976    | Hunter's Walk              | Houseman                  |               |
| 1976    | I, Claudius                | Lucius                    |               |
| 1976    | Beasts                     | Peter Gilkes              |               |
| 1976–78 | Within These Walls         | Dr. Dady                  |               |
| 1977    | Romance                    | Paul Verdayne             |               |
| 1977    | Jesus of Nazareth          | Lucius                    | TV mini-serie |
| 1977    | Just William               | Charlie                   |               |
| 1978    | The Doombolt Chase         | Lt. Cmdr. Madock          |               |
| 1978    | Will Shakespeare           | Sir Thomas Walsingham     |               |
| 1979    | Quatermass                 | Joe Kapp                  |               |
| 1979    | The Dukes of Hazzard       | Gaylord Duke              |               |
| 1980    | Hammer Film Productions    | Harry Wells               |               |
| 1981    | Manions of America         | David Clement             | TV mini-serie |
| 1981    | Fantasy Island             | Gaston du Brielle         |               |
| 1982    | Hart to Hart               | Arthur Roman              |               |
| 1982    | Dynastin                   | Billy Dawson              |               |
| 1982    | Falcon's Gold              | Hank Richards             | TV film       |
| 1983    | Manimal                    | Dr. Jonathan Chase        |               |
| 1984    | Obsessive Love             | Glenn Stevens             | TV film       |
| 1984    | Matt Houston               | Robert Tyler              |               |
| 1984–86 | Maktkamp på Falcon Crest   | Greg Reardon              | 59 avsnitt    |
| 1989    | Pursuit                    | Manley-Jones              | TV film       |
| 1990–93 | Counterstrike              | Peter Sinclair            | 65 avsnitt    |
| 1994    | E.N.G.                     | Maxwell Harding           |               |
| 1995    | The Way to Dusty Death     | Johnny Harlow             | TV film       |
| 1995    | At the Midnight Hour       | Richard Keaton            | TV film       |
| 1995    | Prime Suspect              | Adam Novacek              | TV film       |
| 1996    | No Greater Love            | Patrick Kelly             | TV film       |
| 1997    | While My Pretty One Sleeps | Jack Campbell             | TV film       |
| 1997    | La Femme Nikita            | Alec Chandler             |               |
| 1998    | La guerre de l'eau         | Peter Gregory             | TV film       |
| 1998    | Running Wild               | Walton Baden Smythe       | TV film       |
| 1998    | Night Man                  | Professor Jonathan Chase  |               |
| 1999    | The Girl Next Door         | Steve Vandermeer          | TV film       |
| 1999    | Poltergeist: The Legacy    | Reed Horton               |               |
| 1999    | Mentors                    | Oscar Wilde               |               |
| 2000    | Earth: Final Conflict      | Dennis Robillard          |               |
| 2000    | The Dinosaur Hunter        | Jack                      | TV film       |
| 2001    | Dark Realm                 | Brad Collins              |               |
| 2001    | Queen of Swords            | Captain Charles Wentworth |               |
| 2001–02 | Relic Hunter               | Fabrice De Viega          |               |
| 2002–08 | Casualty                   | Dr. Harry Harper          | 229 avsnitt   |
| 2004–05 | Holby City                 | Dr. Harry Harper          |               |
| 2005    | Casualty@Holby City        | Dr. Harry Harper          |               |
| 2010    | New Tricks                 | Sir David Bryant          |               |